# اورلوفکا (شهرستان بلبیفسکی، باشقیرستان)
اورلوفکا (به لاتین: Orlovka) یک منطقهٔ مسکونی در روسیه است که در باشقیرستان واقع شده‌است.